# フォルミダビーレ級装甲艦
フォルミダビーレ級装甲艦（フォルミダビーレきゅうそうこうかん、伊: Fregate corazzate della classe Formidabile）は、主に1860年代に使用されたイタリア王立海軍の装甲艦である。
イタリア海軍では一等装甲蒸気フリゲートと分類していた。竣工はイギリス海軍の「ウォーリア」よりも1ヶ月早く、イタリア海軍は世界で二番目に装甲艦を取得した国家となった。イタリア海軍の戦艦の呼称である「コラッツァータ（corazzata）」は本級から使用された。

## 概要
フォルミダビーレ級はイタリア海軍が所有した最初の装甲艦である。
「フォルミダビーレ」(Formidabile) と「テッリービレ」(Terribile) の2隻が建造され、両艦とも1866年7月のリッサ沖での作戦に参加したが、7月20日のリッサ海戦には参加しなかった。両艦とも1870 - 1880年代には陳腐化し、前線を退いて練習艦として使用された。「フォルミダビーレ」と「テッリービレ」は、それぞれ1903年と1904年に退役し、売却されて解体された。

## 建造
フォルミダビーレ級は、イタリア統一直前の1860年、当時サルデーニャ王国の首相兼海軍大臣であったカミッロ・カヴールによって、サルデーニャ王立海軍の艦としてフランスに発注された。サルデーニャは当初、フランスがクリミア戦争で使用した自走式装甲浮き砲台として発注したが、建造開始後にフランスが建造した世界初の装甲艦「グロワール」に影響され装甲艦として再発注した。フォルミダビーレ級は、オーストリア海軍に勝てる装甲艦隊を整備する海軍拡張計画の最初の船だった。当時のサルデーニャはヴェネツィアなどイタリア半島の主要な地域を支配していたオーストリア帝国を宿敵としていた。フォルミダビーレ級の建造は、両国による建艦競争の始まりを意味していた。

### 諸元と機構
船体は木造で、厚さ109mmの錬鉄板で装甲されていた。垂線間長は63.05mで全長は68.5ｍ、全幅は14.44mで喫水は平均5.45mだった。排水量は基準値で2,725トン、満載時で2,852トン。乗組員は士官と下士官・兵を合わせて371名だった。
推進方式は、舶用蒸気機関1基でスクリュープロペラ1軸を駆動し、蒸気は6基の角形ボイラーから供給された。ボイラーは1基の煙突に繋がっていた。蒸気機関は「フォルミダビーレ」は出力1,080 ihp (810 kW)で最高速度10ノット (19 km/h; 12 mph) を出したが、「テッリービレ」のボイラーは1,100 ihp (820 kW) と出力が僅かに高かった。最高速度時の航続距離は約1,300海里 (2,400 km; 1,500 mi)。蒸気機関を補うために、スクーナー型の3本マストを備えていた。

### 武装
フォルミダビーレ級は、当初30門の大砲を装備することが予定されていたが、航洋舷側砲門艦に設計変更された際に砲数は20門に削減された。その内訳は、203mm砲4門と164mm前装施条砲16門であった。武装は、艦歴を通じて何度か変更された。1878年、砲は203mm砲8門に減らされた。「テッリービレ」は1885年に練習艦となる際に152mm砲2門、150mm砲2門、119mm砲4門に改められた。2年後、「フォルミダビーレ」も同様に練習艦に改造され、119mm砲6門に改められた。

## 同型艦
- フォルミダビーレ
1860年12月にフランス、ラ・セーヌ造船所にて起工、1861年10月1日進水、1862年5月就役、1904年7月25日に除籍。
- テッリービレ
1860年6月にフランス、ラ・セーヌ造船所にて起工、1861年2月16日進水、1861年9月就役、1903年8月30日に除籍。

## 艦歴
フォルミダビーレ級は誕生したばかりのイタリア王立海軍で就役した最初の装甲艦であり、後にプリンチペ・ディ・カリニャーノ級、レ・ディタリア級、レジナ・マリア・ピア級が増強された艦隊の中核として第三次イタリア独立戦争で活躍した。戦争は1866年6月、プロイセンと同盟を結んだイタリアが、普墺戦争に乗じてオーストリアが支配するヴェネツィアを占領しようとしたことから始まった。イタリア海軍ではカルロ・ペリオン・ディ・ペルサーノ提督率いる艦隊が7月中旬にリッサ島への攻撃を開始した。ヴィルヘルム・フォン・テゲトフ少将率いるオーストリア艦隊は反撃に出て、7月20日にリッサ海戦が発生した。前日にオーストリアの沿岸要塞との交戦で大きく損傷した「フォルミダビーレ」は、テゲトフ艦隊が到着するまでに撤退し、戦闘には参加しなかった。また「テッリービレ」も、リッサ島への攻撃に備えて島の南側の海域にいたため戦闘には参加できず、現場に到着したのは戦闘終了後だった 。
フォルミダビーレ級は、中央砲郭艦とその後の砲塔艦の開発により急速に陳腐化したが、1870年代に新型ボイラーと大砲で近代化され、1880年代まで使用され続けた。イタリア統一戦争の最終段階である1870年のチヴィタヴェッキアへの攻撃では、イタリア海軍はリッサ海戦敗北の影響から立ち直れておらず、フォルミダビーレ級も活躍することはなかった。「フォルミダビーレ」は1887年から1903年まで砲術練習艦となり、その後廃棄された。「テッリービレ」も1885年から練習艦として使用され、1904年にスクラップとして売却され、その後解体された。